# Thiacidas schausi
Auchenisa schausi là một loài bướm đêm trong họ Noctuidae.